# Dianthus palinensis
Dianthus palinensis är en nejlikväxtart som beskrevs av Shao Shun Ying. Dianthus palinensis ingår i släktet nejlikor, och familjen nejlikväxter. Inga underarter finns listade i Catalogue of Life.